# Куков пролаз
Куков пролаз (енгл. Cook Strait) је морски пролаз (мореуз или тјеснац) између Сјеверног и Јужног острва Новог Зеланда. Повезује Тасманово море на западу са јужним Пацификом на истоку. Он је широк 22 km (14 mi) на најужем месту, и сматра се једном од најопаснијих и непредвидивих вода на свету. Редовне трајектне линије саобраћају између Пиктона у Марлборо Саундсу и Велингтона.
Пролаз је добио име по Џејмсу Куку (James Cook), првом Европљанину који је прошао кроз њега 1770. године. На маорском се зове Те Моана-о-Раукава, што значи Море Раукава. Раукава је врста дрвенастог грмља пореклом са Новог Зеланда.
Куков пролаз се сматра једним од најопаснијих морских тјеснаца на свијету, због јаких морских струја, подводних стијена и непредвидљивих циклуса плиме и осеке.

## Историја
Пре отприлике 18.000 година током последњег глацијалног максимума, када је ниво мора био преко 100 метара нижи од данашњег нивоа, Куков мореуз је био дубока лука Тихог океана, одвојен од Тасманског мора огромним обалским равницама које су се формирале у Јужнотаранакиском заливу који је повезивао северно и јужно острво. Ниво мора је почео да расте пре 7.000 година, на крају је одвојио острва и повезао Куков мореуз са Тасманским морем.
Куков мореуз је привукао европске насељенике почетком 19. века. Због његове употребе као пута за миграцију китова, китоловци су успоставили базе у Марлборо Сaундсу и у области Капити. Од касних 1820-их до средине 1960-их острво Арапаоа је било база за китолов у Саундсу. Перано Хад на источној обали острва била је главна китоловска станица за то подручје. Куће које је изградила породица Перано сада се користе као туристички смештај.
Године 1866, први телеграфски кабл је положен у Куковом мореузу, повезујући телеграфски систем Јужног острва са Велингтоном.
Бројни бродови су овде разбијени уз значајне губитке живота, као што су Марија 1851. године, Град Дунедин 1865, Сент Винсент 1869, Ластингем 1884, Пингвин у 1909, и ТЕВ Вахине 1968. and TEV Wahine in 1968.

## Транспорт
Редовне трајектне линије саобраћају између Пиктона у Марлборо Саундса и Велингтона, којима управљају KiwiRail Interislander) и Strait Shipping (Bluebridge). Обе компаније обављају услуге неколико пута дневно. Отприлике половина прелаза је у мореузу, а остатак унутар Саундса. Путовање покрива 70 km (43 mi) и траје око три сата. Теснац често доживљава бурну воду и јаке таласе од јаких ветрова, посебно јужних. Положај Новог Зеланда директно испред бурних четрдесетих значи да мореуз усмерава западне ветрове и одбија их у северне. Као резултат тога, пловидба трајекта је често ометана, а Куков мореуз се сматра једном од најопаснијих и непредвидивих вода на свету.
Године 1968, ТЕВ Вахине, трајект Велингтон-Лителтон компаније Јунион, насукао се на улазу у луку Велингтон и преврнуо се. Од 610 путника и 123 члана посаде на броду, 53 је погинуло.
Године 2006, таласи од 14 метара довели су до тога да се трајект ДЕВ Оратире предузећа Интерајландер насилно окренуо и нагнуо на 50 степени. Повређена су три путника и један члан посаде, пет железничких вагона је преврнуто, а велики број камиона и аутомобила је тешко оштећен. Поморски вештак НЗ Гордон Вуд је тврдио да би, да се трајект преврнуо, већина путника и посаде била заробљена унутра и да не би имали упозорење или времена да ставе прслуке за спашавање.

## Пливање
Према усменом предању, прва жена која је препливала Куков мореуз била је Хајн Пупу. Пливала је од острва Капити до острва Дувил уз помоћ делфина. Други извештаји Маора говоре о најмање једном пливачу који је прешао мореуз 1831. У модерно доба, мореуз је препливао Бари Девенпорт 1962. Лин Кокс је била прва жена која га је препливала 1975. године. Најплоднији пливач мореуза је Филип Раш, који је прешао осам пута, укључујући два дупла прелаза. Адитија Раут је био најмлађи пливач са 11 година. Кејтлин О'Рајли је била најмлађа пливачица и најмлађа Новозеланђанка са 12 година. Пам Диксон је била најстарија пливачица са 55 година. Џон Кутс је био прва особа која је препливала мореуз у оба смера. До 2010. године, 74 појединачна преласка извршило је 65 особа, а три двострука преласка су направила два појединца (Филип Раш и Меда Макензи). У марту 2016. Мерилин Корзеква је постала прва Канађанка и најстарија жена, са 58 година, која је препливала мореуз.
Времена преласка пливача у великој мери су одређена јаким и понекад непредвидивим струјама које делују у мореузу. Године 1980, океанограф Рон Хит је објавио анализу струја у Куковом мореузу користећи трагове пливача. То је било из времена када је детаљно мерење океанских струја било технолошки тешко.